# 香飘飘食品
浙江香飘飘食品有限公司（上交所：603711）是一家位于浙江省湖州市的食品生产企业，主要从事奶茶等饮品的生产和销售，比较为人所為人熟知的是其生产的「香飘飘奶茶」。该公司最初创办于2005年8月，总投资为2.5亿人民币，现拥有职工2000多人。

## 历史
2005年公司成立，开始了杯装奶的生产与销售。2007年11月成为慈溪首家生产方便食品的企业2008年，该公司持有的“香飘飘”商标被认定为“中国驰名商标”。2009年4月投资3.5亿组建了子公司香飘飘四川食品有限公司，该子公司占地面积约86余亩，厂房面积约3.2万平方米。2011年投资兴建了香飘飘天津食品工业有限公司。2012年香飘飘食品有限公司的商标再次被认定为“中国驰名商标”。2017年11月30日在上海证券交易所上市。
2018年香飘飘成立独立的海外业务部门，以泰国、越南、台湾、香港等国家和地区为主。之前香飘飘亦通过进出口公司代理出口产品至美国和加拿大。

## 企業相關爭議

### 食品安全事件
2008年，一家食品公司的員工爆料，其公司利用香蕉水清除香飘飘奶茶上的生產日期，替换新的生产日期继续销售，但是公司负责人则表示，确有抹掉生产日期这回事，不过抹掉生产日期的产品没有对外销售。2010年，又有消費者称，發現其生產的奶茶中出現活昆蟲、毛髮等問題，而公司公關則辯稱產品安全沒有問題，產品中出現昆蟲很正常。2013年，北京市食品安全辦通報了一系列病菌超標的產品名單，其中就包括香飘飘牌的花生類產品，并导致这些产品被迫下架，但是有媒體报道，在中国大陸的淘寶網上仍然有商家正在銷售这类产品，而香飘飘食品公司则表示与涉案公司毫无关系，亦没有授权或委托该公司生产销售任何产品。

### 蘭芳園商标使用权爭議
香飘飘在其上市招股书中宣稱于2016年7月28日与香港蘭芳園林俊忠、林俊才、林俊业签订签署协议，以6080万港币授权蘭芳園商标在内地的永久性使用权许可，并出品标有“兰芳园”字样的杯装港式奶茶饮品。其后中国内地亦出现以“兰芳园”为名的实体港式饮品店。但蘭芳園二代老闆林俊業2018年5月在接受采访时表示，蘭芳園現時只在香港開設店鋪，除香港以外並無其他分店。同時，他們也親口向客人解釋，或張貼告示提醒，「我們根本在國內是沒有經營茶餐廳，希望人們知道，不要被騙。」
2019年1月，在台湾贩售该款杯状饮品的全家则回应称“香港蘭芳園茶餐廳已和香飄飄食品簽署授權生產「杯裝蘭芳園絲襪奶茶」，請消費者安心食用”；2019年2月，香飘飘公关部回复《中国经营报》记者查询时声称公司已于2016年取得香港兰芳园的许可，同时表示线下的“兰芳园”仅有直营店，所谓加盟店可能未取得香飘飘公司的授权，但拒绝透露更多细节。而经营线下实体店的杭州兰芳园则表示与公司已和香飘飘签署了保密协议，不方便回应。一名实体店的经理则透露杭州兰芳园和香飘飘授权时并未和林木河家族经营的香港兰芳园联系，也未有香港兰芳园在场。

### 嘲諷日本核廢水排放杯套爭議
2024年5月，香飘飘旗下的蜜谷果汁茶在日本贩售的杯套上印有嘲讽日本核废水标语，引发网络热议。受此影响，香飘飘股价于5月6日和7日出现涨停。然而此次事件出现了质疑炒作摆拍的声音，胡锡进评论称“涉嫌出于商业利益欺骗国内消费者，严重有违商业道德”。而香飘飘股价于8日出现下跌。